# 61-я морская стрелковая бригада
61-я морская стрелковая бригада — тактическое формирование (соединение, морская стрелковая бригада) стрелковых войск Рабоче-крестьянской Красной армии (РККА), ВС Союза ССР, в Великой Отечественной войне.

## История
Бригада сформировывалась в Уральском военном округе (УрВО) в посёлке Кирс Омутнинского района Кировской области РСФСР с 2 ноября 1941 по 13 декабря 1941 на базе 15-го отдельного полка морской пехоты (15 опмп). Изначально бригада была сформирована как 61-я стрелковая бригада (61 сбр).
В действующей армии с 25 по 27 декабря 1941 как 61-я стрелковая бригада, с 27 декабря 1941 по 20 февраля 1944 года как 61-я отдельная морская стрелковая бригада (61 оморсбр).
В конце декабря 1941 года прибыла на Карельский фронт и была направлена на Масельское направление, где сразу, с 1 января 1942 года вступила в тяжёлые наступательные бои за Медвежьегорск, которые продолжались весь январь 1942 года.
С февраля 1942 бригада перешла к обороне, в ходе которой с 06 по 10 февраля 1942 бригада совместно с 289-й стрелковой дивизией приняла участие в неудавшемся выводе из окружения частей 367-й стрелковой дивизии, понесла большие потери.
Со 2 марта 1942 года обороняла участки Великая Губа, Сегозеро и Каргозеро, разъезд 15-й км Кировской железной дороги. 22 июля 1942 бригада была переведена в район города Кемь в резерв фронта. 19 августа 1942 года направлена по железной дороге на кестеньгское направление, где вошла в состав 26-й армии которая по осень 1944 года держала оборону на кестеньгском, ухтинском и ребольском направлениях.
В 1942 году только снайперы бригады на кестеньгском направлении уничтожили 1618 солдат и офицеров противника. За отличные боевые действия и отвагу 469 воинов были награждены орденами и медалями.
20 февраля 1944 расформирована, личный состав направлен на сформирование 83-й стрелковой дивизии.

## Подчинение
| Дата            | Фронт (округ)           | Армия                         | Корпус (группа)        | Примечания |
| --------------- | ----------------------- | ----------------------------- | ---------------------- | ---------- |
| 01.12.1941 года | Уральский военный округ | —                             | —                      | —          |
| 01.01.1942 года | Карельский фронт        | Масельская оперативная группа | —                      | —          |
| 01.02.1942 года | Карельский фронт        | Масельская оперативная группа | —                      | —          |
| 01.03.1942 года | Карельский фронт        | Масельская оперативная группа | —                      | —          |
| 01.04.1942 года | Карельский фронт        | 32-я армия                    | —                      | —          |
| 01.05.1942 года | Карельский фронт        | 32-я армия                    | —                      | —          |
| 01.06.1942 года | Карельский фронт        | 32-я армия                    | —                      | —          |
| 01.07.1942 года | Карельский фронт        | 32-я армия                    | —                      | —          |
| 01.08.1942 года | Карельский фронт        | —                             | —                      | —          |
| 01.09.1942 года | Карельский фронт        | 26-я армия                    | —                      | —          |
| 01.10.1942 года | Карельский фронт        | 26-я армия                    | —                      | —          |
| 01.11.1942 года | Карельский фронт        | 26-я армия                    | —                      | —          |
| 01.12.1942 года | Карельский фронт        | 26-я армия                    | —                      | —          |
| 01.01.1943 года | Карельский фронт        | 26-я армия                    | —                      | —          |
| 01.02.1943 года | Карельский фронт        | 26-я армия                    | —                      | —          |
| 01.03.1943 года | Карельский фронт        | 26-я армия                    | —                      | —          |
| 01.04.1943 года | Карельский фронт        | 26-я армия                    | —                      | —          |
| 01.05.1943 года | Карельский фронт        | 26-я армия                    | —                      | —          |
| 01.06.1943 года | Карельский фронт        | 26-я армия                    | —                      | —          |
| 01.07.1943 года | Карельский фронт        | 26-я армия                    | 31-й стрелковый корпус | —          |
| 01.08.1943 года | Карельский фронт        | 26-я армия                    | 31-й стрелковый корпус | —          |
| 01.09.1943 года | Карельский фронт        | 26-я армия                    | 31-й стрелковый корпус | —          |
| 01.10.1943 года | Карельский фронт        | 26-я армия                    | 31-й стрелковый корпус | —          |
| 01.11.1943 года | Карельский фронт        | 26-я армия                    | 31-й стрелковый корпус | —          |
| 01.12.1943 года | Карельский фронт        | 26-я армия                    | 31-й стрелковый корпус | —          |
| 01.01.1944 года | Карельский фронт        | 26-я армия                    | 31-й стрелковый корпус | —          |
| 01.02.1944 года | Карельский фронт        | 26-я армия                    | 31-й стрелковый корпус | —          |

## Состав
- управление
- три отдельных стрелковых батальона;
- отдельный артиллерийский дивизион полковых пушек;
- отдельный противотанковый батальон;
- отдельный миномётный дивизион;
- отдельная рота автоматчиков;
- разведывательная рота;
- рота противотанковых ружей;
- взвод ПВО;
- отдельный батальон связи;
- сапёрная рота;
- автомобильная рота;
- медико-санитарная рота;
- отдельная штрафная рота 26-й армии (с 1943 года).

## Командиры
- Конышев, Иван Кузьмич (03.11.1941 — 12.04.1942), полковник, с ?? генерал-майор береговой службы
- Криволапов, Григорий Архипович (с 26.05.1942)
- Белоскурский, Михаил Алексеевич (21.10.1942 — 04.07.1943)
- Барышников, Алексей Павлович (04.07.1943 — 04.01.1944)
- Алексеев, Алексей Михайлович (04.01.1944 — 18.02.1944)

## Известные люди
- Огарков, Николай Васильевич, в 1942 — 1943 годах, бригадный инженер 61-й морской стрелковой бригады, впоследствии Начальник Генерального штаба Министерства обороны СССР — Первый заместитель Министра обороны СССР, Маршал Советского Союза.